# Gonzalo Escudero (futbolista)
Gonzalo Escudero (Buenos Aires, Argentina, 1 de abril de 2007) es un futbolista argentino que juega de defensa en el Racing Club de la Primera División de Argentina.

## Trayectoria

### Racing Club
Gonzalo Escudero, debutó en la Primera de Racing Club el 26 de agosto de 2023 y se transformó en el segundo jugador más joven de la historia del club en debutar en Primera con 16 años, 4 meses y 25 días, tras ingresar a los 43 minutos del segundo tiempo ante Tigre.

## Selección nacional
En septiembre de 2024 fue convocado por Javier Mascherano a la selección de fútbol sub-20 de Argentina para disputar amistosos internacionales.

## Estadísticas

### Clubes
Actualizado al último partido disputado el 12 de junio de 2023.
| Club                  | Div.          | Temporada     | Liga  | Liga  | Copas nacionales | Copas nacionales | Copas internacionales | Copas internacionales | Total | Total |
| Club                  | Div.          | Temporada     | Part. | Goles | Part.            | Goles            | Part.                 | Goles                 | Part. | Goles |
| --------------------- | ------------- | ------------- | ----- | ----- | ---------------- | ---------------- | --------------------- | --------------------- | ----- | ----- |
| Racing Club Argentina | 1.ª           | 2023          | 0     | 0     | 1                | 0                | —                     | —                     | 1     | 0     |
| Racing Club Argentina | Total club    | Total club    | 0     | 0     | 0                | 0                | 0                     | 0                     | 0     | 0     |
| Total carrera         | Total carrera | Total carrera | 0     | 0     | 0                | 0                | 0                     | 0                     | 0     | 0     |